# Enneanectes reticulatus
Enneanectes reticulatus es una especie de pez de la familia Tripterygiidae en el orden de los Perciformes.

## Morfología
• Los machos pueden llegar alcanzar los 4,5 cm de longitud total.

## Alimentación
Come pequeños invertebrados y algas.

## Hábitat
Es un pez de mar de clima tropical y demersal que vive entre 0-5 m de profundidad.

## Distribución geográfica
Se encuentra en el Golfo de California.

## Observaciones
Es inofensivo para los humanos